# Peter Nijhoff

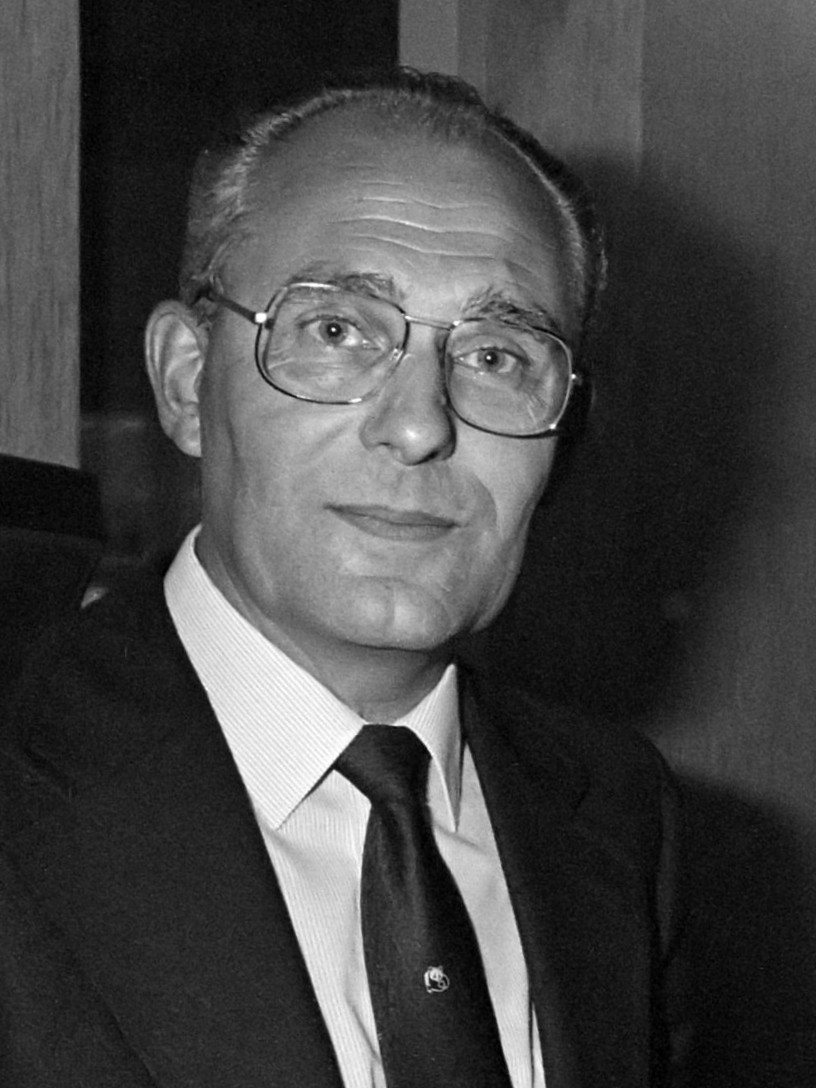
Peter Nijhoff (1981)

Peter Nijhoff  (Bussum, 3 september 1934 – Hilversum, 6 juni 2007) was een Nederlands natuurbeschermer. Hij was onder meer directeur van de Stichting Natuur en Milieu.

## Loopbaan
Nijhoff was lid van de Nederlandse Jeugdbond voor Natuurstudie (NJN) en studeerde biologie voordat hij secretaris werd van de Contact-Commissie voor Natuur- en Landschapsbescherming, de organisatie die vanaf 1932 natuur- en landschapsbeschermers organiseerde. In 1972 was hij een van de oprichters van Stichting Natuur en Milieu waarin de Contactcommissie op zou gaan. Hij werd directeur van de nieuwe stichting en bleef dit tot zijn pensionering in 1999. Hij bekleedde tal van functies binnen de natuurbeschermingsbeweging en was bijvoorbeeld een van de oprichters van de Nederlandse tak van de IUCN. In 1998 kreeg hij de prijs voor natuurbehoud van het Prins Bernhardfonds. 
Bij zijn afscheid in 1999 maakte Vereniging Natuurmonumenten bekend dat als eerbetoon aan Nijhoff de nieuwe wandelroute in Zuid-West Drenthe het Peter Nijhoffpad zou gaan heten. Nijhoff werd beschermheer van een organisatie die wandelarrangementen rond deze route organiseerde.
Hij overleed in 2007 op 72-jarige leeftijd.